# Adli Yakan Pascha

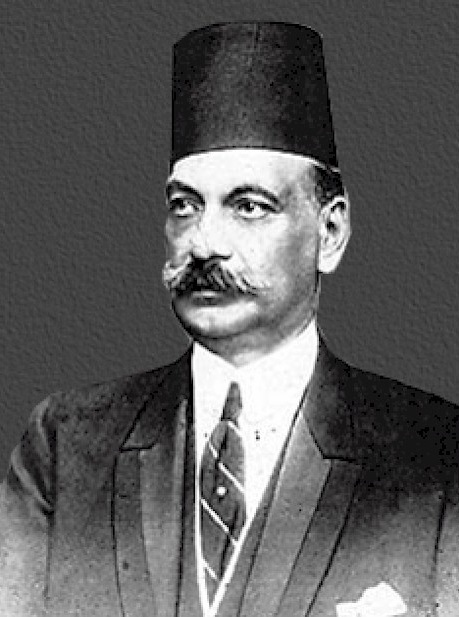
Adli Yakan Pasha.

Adli Yakan pascha, född 18 januari 1864, död 22 oktober 1933, var Egyptens regeringschef, 16 mars 1921–1 mars 1922, 7 juni 1926-26 april 1927 samt 4 oktober 1929-1 januari 1930.
Adli Yakan blev guvernör i Kairo 1902, 1913 vice president i lagstiftande församlingen och var under större delen av första världskriget Egyptens utrikesminister. Under sin regeringstid verkade Adli Yakan utan framgång för att medla mellan de engelskvänliga grupperna och det nationalistiska Wafdpartiet.